# Leander Hanssen
Leander Hanssen Sr. (Hechtel, 18 oktober 1954) is een Vlaamse schrijver van jeugdboeken. Hij is vooral bekend door het Bajka-kwartet, dat hij samen met de tekenaar Caryl Strzelecki maakte.
Hanssen studeerde Germaanse filologie in Brussel en publiceerde twee dichtbundels en verschillende verhalen in literaire tijdschriften. "De maanspiegel" (2004) was zijn debuut als jeugdboekenschrijver. Het boek won meteen de "Lees 1 7-prijs". Het is het eerste deel van een vierdelig epos over de Bajka. Hierna verschenen nog "De Stad van As" (2005) "De Bajkakoning" (2006) en "De zwarte kamer van Skwar" (2007).
De boeken worden vooral gelezen door kinderen van 9 tot 12 jaar.
Niet te verwarren met Leander Hanssen Jr, zijn zoon, die filmregisseur is.

## De Bajka-boeken
De Bajka zijn een dwergvolk dat in het fictieve Oost-Europese land Podzagoera woont, in de Karpaten. Het zijn schuwe wezentjes en ze leven verborgen. Toch is professor Minten erin geslaagd contact met hen te maken. Hij komt erachter dat graaf Skwar, de dictator van Podzagoera, zich tot doel heeft gesteld de diamantmijnen van de Bajka in handen te krijgen en het volk uit te roeien. De professor wil de Bajka helpen, maar komt zelf, samen met zijn twee kinderen Leo en Luna, in allerlei situaties terecht, waaruit hij zelf gered moet worden door de Bajka.

### De Maanspiegel
Het eerste boek over de Bajka, De Maanspiegel, vertelt over een reis naar de wereld van de Bajka en andere onbekende wezens. Professor Minten doet onderzoek naar de Bajka. Wanneer hij niet meer naar huis terugkomt, gebeuren er plots merkwaardige dingen. De buurjongen Emiel wordt ontvoerd en Luna, dochter van de professor, krijgt bezoek van het vreemde wezentje Nicpon. Ze besluiten een reis naar Podzagoera te maken om papa terug te halen.

### De Stad van As
De Stad van As is het tweede boek uit de serie. Als de familie van professor Minten weer uit het duistere Podzagoera naar huis willen vertrekken, worden ze overvallen door de handlangers van graaf Skwar. Ellen wordt gevangengenomen en als dwangarbeidster naar een onderaardse fabriek gebracht. Daar ontmoet ze iemand die een groot ontsnappingsplan voorbereidt. Ondertussen probeert de professor zijn gegevens over de Bajka vast te krijgen.

### De Bajkakoning
In De Bajkakoning (het 3e deel) is er een maansverduistering in Podzagoera. Terwijl alle Bajka op de heuvels verzameld zijn om het Rinkelfeest te vieren, vallen de Nedznik het Bajkadorp binnen en benoemt Zwosnik, hun leider, zichzelf tot de nieuwe Bajkakoning. Zwosnik levert koning Kroel uit aan de tiran Skwar en eigent zich prinses Sikora als zijn bruid toe. Nicpon en Wilki ontsnappen en proberen koning Kroel en prinses Sikora te bevrijden.

### De Zwarte Kamer van Skwar
In De Zwarte Kamer van Skwar zoekt een man uit Podzagoera contact met de buren van professor Minten. Professor Minten heeft intussen ontdekt dat het Bajkadorp vernietigd is, maar vindt geen spoor van de Bajka zelf. Na een avontuur in onderaardse grotten, en een bezoek aan de bunkers van de geheime dienst Popona, komen de kinderen terecht in de ‘zwarte kamer’, diep in het donkere hart van de burcht.

### De Negende Maan
De Negende Maan is het eerste deel van een nieuwe reeks over de Bajka. Terwijl Bakalar zijn Dertienjarigenfeest viert, gebeurt er een vreselijke ramp die de Bajka dwingt het ondergrondse dorp achter te laten. Bakalar slaagt erin de jonge vos Znajda te redden uit de tunnels, maar daardoor raakt hij het contact met zijn volk kwijt. 